# Epipactis persica
Epipactis persica es una especie de orquídea, familia Orchidaceae que se distribuye asia

## Descripción
Es una orquídea de tamaño pequeño a mediano, que prefiere el clima fresco a frío. Es de hábito terrestre, con tallo erecto, de color verde, a veces violácea la base, sin pelo y ligeramente por encima de los tallos que llevan de 2 a 5, hojas a menudo de color verde oscuro,  hojas caulinares curvadas,  ovales a lanceoladas. Florece en la primavera y el verano en una inflorescencia erecta, con 5 a 30  flores laxas.

## Distribución y hábitat
Se encuentra en Italia, Grecia, Turquía, Irán, Afganistán, Pakistán y el Himalaya occidental en sitios con sombra en los bosques de hayas y coníferas en elevaciones de 200 a 2700 metros.

## Taxonomía
Epipactis persica fue descrita por (Soó) Hausskn. ex Nannf. y publicado en Botaniska Notiser 2: 11. 1946.
Etimología
Ver: Epipactis
persica: epíteto geográfico que se refiere a su localización en Persia.
Sinonimia
- Epipactis helleborine subsp. persica (Soó) H.Sund.
- Epipactis microphylla subsp. persica (Soó) Hautz.
- Helleborine persica Soó[3][4]